# Зграда са апотеком у Сврљигу
Зграда са апотеком налази се у улици Др Хаџића број 22 у Сврљигу.
На основу одлуке Владе Републике Србије 1997. године додаје се на списак Завода за заштиту споменика културе у Нишу и заведена је као непокретно културно добро: споменик културе.

## Архитектура
Саграђена је 1933. године. Објекат је угаоног облика са приземљем, спратом и мансардом. Зграда са апотеком је академски компонована грађевина, у еклектичком стилу, са историцистичким третманом обраде украсних елемената (фасадне површине приземља уличних зидова обрађене су квадрима, док је спрат подељен плитким пиластрима завршеним стилизованим декоративним рељефом). Угаони положај наглашава истурени спратни део на конзолама, са чијих бочних страна се налазе балкони са оградама од кованог гвожђа. Угаони део надвишен је куполом квадратне основе.
Квалитет у креираним детаљима огледа се у изванредно изведеној столарији и лимарији на куполи и мансарди. Осим архитектонских вредности, ово здање је велики допринос донело и развоју здравствене културе у целом крају.